# Martial Champion
Martial Champion (マーシャルチャンピオン?) è un videogioco di tipo picchiaduro a incontri sviluppato e pubblicato nel 1993 dalla Konami.
È stata la prima risposta da parte della Konami al popolare Street Fighter II della connazionale Capcom.
Nel concetto iniziale del gioco esso si doveva chiamare Yie Ar Kung-Fu 2 in quanto doveva essere un seguito dello storico picchiaduro Yie Ar Kung-Fu prodotto dalla Konami nel 1985.

## Trama
La trama del gioco è scarnissima essendo incentrata su un torneo di arti marziali ad eliminazione diretta nel quale si scontrano lottatori provenienti da ogni parte del globo.

## Modalità di gioco
Sebbene la giocabilità di Martial Champion segua i canoni dei picchiaduro a incontri del tempo, gli ideatori del gioco hanno introdotto alcune varianti, che possono essere considerate vere e proprie innovazioni:
- i pulsanti non categorizzano i colpi del lottatore né per tipologia (pugni o calci) né per potenza/velocità, bensì per direzione (un pulsante per colpire basso, uno per colpi centrali ed un pulsante per colpi alti ad altezza volto); questa caratteristica è ispirata alla giocabilità del precedente Yie Ar Kung-Fu, dove però si utilizzava il controllo direzionale per i vari colpi
- è probabilmente il primo picchiaduro ad incontri a presentare livelli ampi anche in altezza con scrolling verso l'alto durante gli scontri in salto, anticipando di fatto la Capcom che utilizzerà questa caratteristica in suoi successivi giochi come X-Men vs. Street Fighter
- è tra i primi giochi del genere che presenta armi da mischia utilizzabili dai personaggi selezionabili, benché non tutti i personaggi inizino l'incontro armati; durante il combattimento è possibile perdere l'arma e raccoglierla successivamente, come è possibile raccogliere l'arma dell'avversario
- fino ad allora era uno dei videogiochi picchiaduro con gli sprite più grandi per dimensioni

I livelli sono sette, in quanto il torneo inizia dai quarti di finale, e dopo aver sconfitto l'avversario ufficialmente nel torneo se ne affronta un altro che si intromette di sua spontanea volontà; è possibile anche affrontare un clone del personaggio che si sta utilizzando, caratterizzato da una differente paletta di colori. L'avversario finale è Salamander, che è il detentore della cintura di campione e l'unico personaggio non utilizzabile.
Se si termina il gioco senza perdere nemmeno un round si accederà ad un finale speciale con una particolare vetrina di tutti i lottatori del gioco.

## Personaggi

### Utilizzabili
- Jin

Riconosciuto come protagonista del gioco, Jin è un karateka giapponese esperto in Shorinji kenpo; esteticamente sembrerebbe ispirato in parte a Oolong di Yie Ar Kung-Fu e nelle tecniche speciali è chiaramente ispirato a Ryu di Street Fighter.
Il suo stage è un jinja.
- Goldor

Un lottatore francese abilissimo con il san jie gun e che vanta anche conoscenze di aikidō; grazie alla lunga gittata della sua arma di partenza ed al buon utilizzo che fa anche delle armi degli avversari, Goldor è forse il personaggio più efficace del gioco.
Il suo stage è in una città affollata, probabilmente Parigi.
- Bobby

Militare statunitense privo di un occhio, può ricordare, a parte la benda, Guile di Street Fighter II; utilizza i tirapugni benché questi non siano considerati armi nella dinamica del gioco.
Il suo stage è una portaerei.
- Avu

Grasso guerriero arabo che porta un kefiah come copricapo ed è armato con una shamshir, benché questa spada sia tipica della cultura persiana; musulmano poligamo, nel gioco è identificato come saudita ma è rappresentato dalla bandiera dello Yemen del Nord, nazione che oltretutto nell'anno di pubblicazione di Martial Champion non esisteva più.
Il suo terreno di combattimento è un'oasi con un fastoso palazzo.
- Mahamba

Alto masai keniano armato con una lancia.
Il suo stage è in un villaggio tribale.
- Racheal

Ragazza kunoichi statunitense priva di armi.
Lo stage è dinanzi alla Casa Bianca, fondale presente anche in un altro picchiaduro giapponese pubblicato lo stesso anno, ovvero Fighter's History della Data East.
- Zen

Un attore kabuki armato con un ventaglio tessen.
Il suo stage è di fronte a un teatro kabuki.
- Hoi

Xian esperto di arti marziali cinesi proveniente da Guilin.
Il suo stage è un campo di bambù con tanto di panda che vi si aggirano.
- Titi

Principessa egizia ispirata a Nefertiti, personaggio che appare anacronistico rispetto agli avversari.
Lo scenario dove si combatte è il fiume Nilo.
Il personaggio farà un'apparizione anche nel videogioco Otomedius del 2007.
- Chaos

Vampiro cinese che combatte con i Tekagi; come si capirà vedendo il suo finale, è ispirato anche al protagonista del film Edward mani di forbice.
Il suo scenario sembrerebbe un'antica stanza di tortura.
Nella versione per il mercato occidentale Titi e Chaos hanno i nomi invertiti tra loro.

### Boss
- Salamander

Individuo di nazionalità sconosciuta, detentore della cintura di campione marziale; è il lottatore più alto per statura, ha il volto sfregiato e utilizza solamente tecniche speciali, le quali altro non sono altro che le mosse speciali dei personaggi utilizzabili. Come scenario si vedrà quello proprio dell'avversario immediatamente precedente.
Il suo nome è anche quello di un precedente videogioco sparatutto della Konami, col quale però non ha alcun nesso.

## Colonna sonora
Le musiche sono state composte da Junya Nakano (che all'epoca aveva solo 22 anni) e Keiji Sugisawa.